# Dunder Mifflin
Dunder Mifflin Paper Company, Inc. este o companie fictivă de vânzări de papetărie și articole de birou care apare în serialul de televiziune american La birou (The Office). Este similară cu Wernham Hogg din serialul britanic original și cu Papiers Jennings și Cogirep din adaptările francezo-canadiană și, respectiv, franceză. Inițial, compania a fost complet fictivă, dar în cele din urmă, marca a fost folosită în lumea reală pentru a vinde produse la Staples și alte puncte de vânzare de articole de birou.
Două site-uri web au fost create pentru a sprijini compania fictivă, unul ca un site web public și unul menit să arate ca intranet-ul corporației. NBC a vândut produse de marcă pe site-ul său NBC Universal Store. Logo-ul companiei a fost afișat vizibil în mai multe locuri din centrul orașului Scranton, Pennsylvania, unde are loc serialul american. Scranton a fost asociat la nivel internațional cu Dunder Mifflin, datorită transmisiunii internaționale a serialului. Într-un discurs de Ziua Sfântului Patriciu din 2008, în suburbia orașului Dickson City, pe atunci Taoiseach (prim-ministrul) Irlandei, Bertie Ahern, a făcut o referire la filiala fictivă a orașului.
Numele se află, de asemenea, în centrul unui proces intentat de NBCUniversal împotriva lui Jay Kennette Media Group; când NBC a încercat să obțină o marcă comercială pentru acest nume în 2020, a fost refuzată deoarece Jay Kennette înregistrase deja marca comercială în 2017 și vindea mărfuri care nu fuseseră aprobate de NBC.
Un episod din sezonul al patrulea, „Dunder Mifflin Infinity”, a dezvăluit că Dunder Mifflin a fost fondată în 1949 de Robert Dunder (John Ingle) și Robert Mifflin, inițial pentru a vinde produse de construcții. Compania a fost descrisă ca având sediul în New York City, cu filiale în orașe mai mici din nord-estul SUA: Akron, Ohio, Albany, New York, Binghamton, New York, Buffalo, New York, Camden, New Jersey, Nashua, New Hampshire, Pittsfield, Massachusetts, Rochester, New York, Scranton, Pennsylvania, Stamford, Connecticut, Syracuse, New York, Utica, New York și Yonkers, New York.
În sezoanele 6 - 8 singura filială a companiei este cea din Scranton, care este preluată de Sabre din Florida. Din sezonul 9, David Wallace conduce din nou compania.